# Hierodula ingens
Hierodula ingens es una especie de mantis de la familia Mantidae.

## Distribución geográfica
Se encuentra en Molucas y Timor.